# Nuovi saggi sull'intelletto umano
Nuovi saggi sull'intelletto umano è un libro del filosofo e matematico tedesco Gottfried Wilhelm Leibniz.
Si tratta di un'ampia risposta all'opera maggiore di John Locke, Saggio sull'intelletto umano, che contiene una replica o un commento puntuale a ciascun capitolo del testo del filosofo inglese. Seguendo rigorosamente l'ordine degli argomenti del Saggio, Leibniz scrive per approfondire le tesi trattate nei singoli capitoli, oppure per dichiarare il proprio accordo su di esse, ma più spesso per confutarle. È uno dei soli due lunghi lavori di Leibniz (l'altro sono I saggi di teodicea). Fu completato nel 1704, ma la morte di Locke fu il motivo avanzato da Leibniz nel rinviarne la pubblicazione; il libro fu pubblicato postumo nel 1765. Come molti altri saggi filosofici del tempo, i Nuovi saggi furono scritti in forma di dialogo.
I due personaggi del libro sono Teofilo (colui che ama Dio, in greco), che rappresenta il punto di vista di Leibniz, e Filalete (colui che ama la Verità), che incarna invece quello di Locke. La famosa confutazione delle teorie empiriste riguardo alla provenienza delle idee appare all'inizio del Libro II: "Niente è nell'intelletto senza essere stato prima nei sensi, tranne l'intelletto stesso" (Nihil est in intellectu, quod non fuerit in sensu, excipe : nisi ipse intellectus).

## Edizioni
- Nuovi saggi sull'intelletto umano, trad. Emilio Cecchi, 2 voll., Laterza, Bari, 1909-11; n. ed. 1925-26; 1988.
- Nuovi saggi sull'intelletto umano, a cura di Adolfo Zamboni, Carabba, Lanciano, 1930; ristampa anastatica 2014.
- Nuovi saggi sull'intelletto umano, a cura di Michele Federico Sciacca, Morano, Napoli, 1938.
- Nuovi saggi sull'intelletto umano, a cura di Augusto Guzzo, Paravia, Torino, 1944.
- Nuovi saggi sull'intelletto umano e saggi preparatori, in Scritti filosofici, vol. II, a cura di Domenico Omero Bianca, Utet, Torino, 1967.
- Nuovi saggi sull'intelletto umano, a cura di Massimo Mugnai, Editori Riuniti, Roma, 1982.
- Nuovi saggi sull'intelletto umano, a cura di Massimo Mugnai, in Scritti filosofici, vol. II, a cura di Massimo Mugnai ed Enrico Pasini, Utet, Torino, 2000.
- Nuovi saggi sull'intelletto umano, a cura di Salvatore Cariati, con un saggio di Pietro Emanuele, Bompiani (collana "Il pensiero occidentale"), Milano, 2011.